# Campionati del mondo di atletica leggera indoor 2024 - Salto in alto maschile
La gara del salto in alto maschile dei campionati del mondo di atletica leggera indoor 2024 si è svolta il 3 marzo.

## Podio
| Pos.    | Atleta         | Nazionalità   | Misura |
| ------- | -------------- | ------------- | ------ |
| Oro     | Hamish Kerr    | Nuova Zelanda | 2,36 m |
| Argento | Shelby McEwen  | Stati Uniti   | 2,28 m |
| Bronzo  | Woo Sang-hyeok | Corea del Sud | 2,28 m |

## Situazione pre-gara

### Record
Prima di questa competizione, il record del mondo e il record dei campionati erano i seguenti.
| Record                | Prestazione | Atleta                | Data e luogo                     | Competizione                     |
| --------------------- | ----------- | --------------------- | -------------------------------- | -------------------------------- |
| Record mondiale       | 2,45 m(o)   | Javier Sotomayor Cuba | 27 luglio 1993 Salamanca, Spagna |                                  |
| Record dei campionati | 2,43 m      | Javier Sotomayor Cuba | 4 marzo 1989 Budapest, Ungheria  | Campionati del mondo indoor 1989 |

### Campioni in carica
I campioni in carica a livello mondiale erano:
| Campione        | Atleta                       | Prestazione | Data e luogo                      | Competizione                     |
| --------------- | ---------------------------- | ----------- | --------------------------------- | -------------------------------- |
| Olimpico        | Gianmarco Tamberi Italia     | 2,37 m(o)   | 1º agosto 2021 Tokyo, Giappone    | Giochi della XXXII Olimpiade     |
| Mondiale        | Gianmarco Tamberi Italia     | 2,36 m(o)   | 23 agosto 2023 Budapest, Ungheria | Campionati del mondo 2023        |
| Mondiale indoor | Woo Sang-hyeok Corea del Sud | 2,34 m      | 20 marzo 2022 Belgrado, Serbia    | Campionati del mondo indoor 2022 |

### La stagione
Prima di questa gara, gli atleti con le migliori tre prestazioni dell'anno erano:
| Pos. | Atleta                       | Prestazione | Data e luogo                                |
| ---- | ---------------------------- | ----------- | ------------------------------------------- |
| 1    | Danil Lysenko Russia         | 2,33 m      | 28 gennaio 2024 Mosca, Russia               |
| 1    | Shelby McEwen Stati Uniti    | 2,33 m      | 10 febbraio 2024 Hustopeče, Repubblica Ceca |
| 1    | Woo Sang-hyeok Corea del Sud | 2,33 m      | 10 febbraio 2024 Hustopeče, Repubblica Ceca |

## Risultati

### Finale
La finale diretta si è tenuta il 3 marzo alle ore 11:51.
| Pos.    | Atleta            | Nazionalità   | 2,15 | 2,20 | 2,24 | 2,28 | 2,31 | 2,34 | 2,36 | Risultato | Note                                     |
| ------- | ----------------- | ------------- | ---- | ---- | ---- | ---- | ---- | ---- | ---- | --------- | ---------------------------------------- |
| Oro     | Hamish Kerr       | Nuova Zelanda | o    | o    | o    | o    | o    | o    | xo   | 2,36 m    |                                          |
| Argento | Shelby McEwen     | Stati Uniti   | o    | -    | o    | xo   | xx-  | x    |      | 2,28 m    |                                          |
| Bronzo  | Woo Sang-hyeok    | Corea del Sud | -    | o    | xxo  | xo   | xxx  |      |      | 2,28 m    |                                          |
| 4       | Oleh Doroshchuk   | Ucraina       | o    | o    | o    | xxx  |      |      |      | 2,24 m    |                                          |
| 5       | Jan Štefela       | Rep. Ceca     | xo   | xo   | o    | xxx  |      |      |      | 2,24 m    |                                          |
| 6       | Vernon Turner     | Stati Uniti   | o    | o    | xo   | xxx  |      |      |      | 2,24 m    |                                          |
| 7       | Norbert Kobielski | Polonia       | xxo  | o    | xxo  | xxx  |      |      |      | 2,24 m    | Miglior prestazione personale stagionale |
| 8       | Edgar Rivera      | Messico       | o    | o    | xxx  |      |      |      |      | 2,20 m    | Miglior prestazione personale stagionale |
| 9       | Donald Thomas     | Bahamas       | o    | xxx  |      |      |      |      |      | 2,15 m    |                                          |
| 9       | Ryoichi Akamatsu  | Giappone      | o    | xxx  |      |      |      |      |      | 2,15 m    |                                          |
| 11      | Thomas Carmoy     | Belgio        | xxo  | xxx  |      |      |      |      |      | 2,15 m    |                                          |
| 11      | Andriy Protsenko  | Ucraina       | xxo  | xxx  |      |      |      |      |      | 2,15 m    |                                          |